# Ascidia prolata
Ascidia prolata är en sjöpungsart som beskrevs av Kott 1985. Ascidia prolata ingår i släktet Ascidia och familjen Ascidiidae. Inga underarter finns listade i Catalogue of Life.